# Amphiura elandiformis
Amphiura elandiformis is een slangster uit de familie Amphiuridae.
De wetenschappelijke naam van de soort werd in 1966 gepubliceerd door Ailsa McGown Clark.